# Final Fantasy II
Final Fantasy II (ファイナルファンタジーII Fainaru Fantajī Tsū?) är det andra spelet i Final Fantasy-serien från Squaresoft.
Spelet släpptes först bara för Famicom i Japan, men efter år 2000 och framåt har det portats till både Wonderswan Color och Game Boy Advance och Playstation (Till Playstation som en del av Final Fantasy – Origins).